# My Man (Becky G)
My Man è un singolo della cantante statunitense Becky G, pubblicato il 10 luglio 2020 su etichetta Kemosabe Records.

## Tracce
Testi e musiche di Becky G, Jin Jin, Akil G.King, Andrea Mangiamarchi, Jenni Rivera, Verse, Stephen McGeorge.
1. My Man – 2:57